# رالف گولدال
رالف گولدال (انگلیسی: Ralph Guldahl؛ ۲۲ نوامبر ۱۹۱۱ – ۱۱ ژوئن ۱۹۸۷) یک گلف‌باز بود.